# Venere.com
Venere.com fue un sitio web dedicado a las reservas de hoteles por internet y fue fundado en Roma, Italia en el año de 1994.
Esta empresa, ofrece “Becas de estudios” creadas para ayudar a los estudiantes de Economía o de Turismo que tengan interés por el comercio electrónico y el sector del turismo y en la actualidad, son varias las universidades que publican estas becas de estudio para aquellos estudiantes del grado en Economía o en Turismo que desean especializarse en este sector.
El logotipo está inspirado en la pintura El nacimiento de Venus de Sandro Botticelli.

Sandro Botticelli - La nascita di Venere - Google Art Project

## Historia
- 1994-1995: Fundación de Venere.com y fue desarrollada la primera versión beta del motor de reservas. En febrero de 1995, se pone en marcha la reserva por internet para hoteles en Roma y Florencia.

- 2001: Venere.com se convierte en sociedad anónima (Venere Net SPA) y abre sedes internacionales en Londres (Venere UK LTD) y en París (Venere France SARL).[4]

- 2007: La firma de capital Advent International adquiere el 60% de Venere Net.

- 2008: Venere adquiere Worldby.com.[5] En agosto Expedia Inc. adquirió el 100% de Venere.com.[6]

- 2016: Venere desaparece y pasa a formar parte de hoteles.com